# Копылова (Тюменская область)
Копылова — деревня в Вагайском районе Тюменской области России. Входит в состав сельского поселения Птицкое.

## География
Село находится на берегу реки Ашлык примерно в 30 км от Вагая. Автобусное сообщение.

## Население
| 2010 |
| ---- |
| 14   |